# Шальчининкское районное самоуправление
Шальчининкское районное самоуправление (лит. Šalčininkų rajono savivaldybė, пол. samorząd rejonu Soleczniki, до 1995 — Шальчини́нкский райо́н или Шальчининкайский район) — муниципальное образование в Вильнюсском уезде на юго-востоке Литвы. Одно из 60 самоуправлений в Литве. На востоке граничит с Белоруссией. Часть района, со всех сторон, кроме северо-западной, окружённая территорией Белоруссии, имеет характерное географическое очертание в виде мочки уха. Это один из двух районов республики, наряду с Вильнюсским районом, где абсолютно преобладают этнические поляки, составляющие максимальную долю по Литве — 77,75 % населения района (см. Поляки в Литве).

## История
Образован в 1950 году под названием Эйшишкский район с центром в городе Эйшишкес. В 1962 году в состав района был включён существовавший с 1950 года Шальчининкский район. В 1972 году центр района был перенесён в город Шальчининкай, а сам район переименован в Шальчининкский.

## Население
Население района составляет 38 817 человек (Перепись населения Литвы (2001)).
Этнический состав:
- Поляки 31 223 (80,4 %)
- Литовцы 4086 (10,5 %)
- Русские 1948 (5,0 %)
- Белорусы 1139 (2,9 %)
- Украинцы 253 (0,7 %)
- Евреи 8
- Немцы 9
- Татары 33
- Латыши 13
- Цыгане 105 (0,3 %)

На начало 2017 года проживало 31 800 жителей, таким образом за 16 лет с 2001 по 2017 год население района сократилось на 20 %. Для этого региона также характерно старение населения. Процент жителей пенсионного возраста в районе в 2017 году составлял 19,5 %. Число самоубийств в этом районе в 2 раза превышает средний показатель по Литве, которая занимает первое место в Европе по количеству суицидов.
Большинство — католики, вторая по распространению религия — православие.
В последние годы в Шальчининкском районе уровень безработицы колебался от 12,3 % до 9,1 %.
| Год  | Численность | Численность |
| ---- | ----------- | ----------- |
| 1996 | 40 097      | [ 2 ]       |
| 1997 | 39 974      | [ 2 ]       |
| 1998 | 39 850      | [ 2 ]       |
| 1999 | 39 610      | [ 2 ]       |
| 2000 | 39 502      | [ 2 ]       |
| 2001 | 39 384      | [ 2 ]       |
| 2002 | 38 903      | [ 2 ]       |
| 2003 | 38 563      | [ 2 ]       |
| 2004 | 38 205      | [ 2 ]       |
| 2005 | 37 727      | [ 2 ]       |
| 2006 | 37 016      | [ 2 ]       |
| 2007 | 36 566      | [ 2 ]       |
| 2008 | 36 145      | [ 2 ]       |
| 2009 | 35 802      | [ 2 ]       |
| 2010 | 35 357      | [ 2 ]       |
| 2011 | 34 671      | [ 2 ]       |
| 2012 | 34 175      | [ 2 ]       |
| 2013 | 33 710      | [ 2 ]       |
| 2014 | 33 172      | [ 2 ]       |
| 2015 | 32 705      | [ 2 ]       |
| 2016 | 32 305      | [ 2 ]       |
| 2017 | 31 789      | [ 2 ]       |
| 2018 | 31 265      | [ 2 ]       |
| 2019 | 31 031      | [ 2 ]       |
| 2020 | 30 521      | [ 2 ]       |
| 2021 | 30 052      | [ 2 ]       |
| 2022 | 29 699      | [ 2 ]       |
| 2023 | 29 342      | [ 2 ]       |

## Населённые пункты
- 3 города — Балтойи-Воке, Эйшишкес и Шальчининкай;
- 2 местечка — Девянишкес и Яшюнай;
- 450 деревень.

Численность населения (2001):
- Шальчининкай — 6722;
- Эйшишкес — 3765;
- Яшюнай — 1879;
- Балтойи-Воке — 1073;
- Шальчининкай (деревня) — 1058;
- Девянишкес — 916;
- Завишонис — 670;
- Тургяляй — 663;
- Шальчининкеляй — 620;
- Келясникай — 618;
- Матейконис — 146.

## Военно-стратегическое значение
Шальчининкский район и Друскининкайское самоуправление Литвы граничат с Беларусью и имеют стратегическое значение. В оперативных планах НАТО они фигурируют как одно из двух направлений ударов по захвату «потенциальным агрессором» так называемого «Сувалкского коридора».
11 апреля 2017 года по приказу главы МВД Литвы были проведены учения по обезвреживанию «боевиков», пробравшихся в Литву с территории Белоруссии, что вызвало критику в связи с пропагандистской шумихой и манипуляциями в районе, где проживают этнические меньшинства.